# ミハイル・ツヴェット

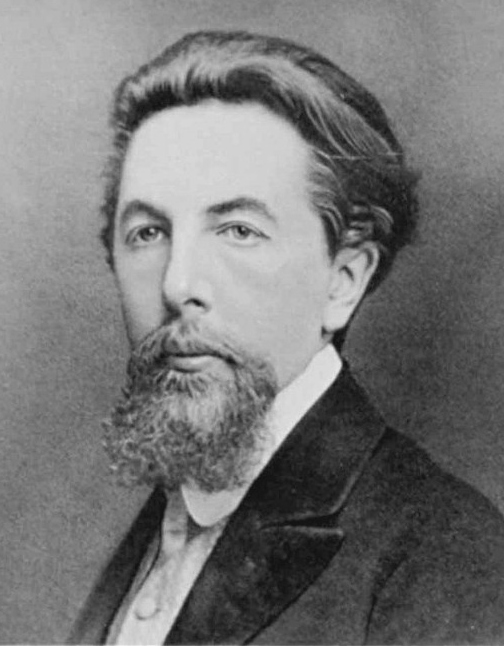
ミハイル・ツヴェット (1901)

ミハイル・セミョーノヴィチ・ツヴェット（ロシア語: Михаил Семёнович Цвет, 1872年5月14日 - 1919年6月26日）は、イタリアのピエモンテ州アスティ生まれのロシアの植物学者。父はロシア人で母はイタリア人であった。1906年にクロマトグラフィーの原理を発明した事で知られる。
ジュネーヴ大学で物理学・数学を学び、のち植物学に転じた。クロロフィルの研究過程でクロマトグラフィーの方法を発明し1903年に発表した。「クロマトグラフィー」の語は1906年に命名した（偶然ながらロシア語の「ツヴェット」もギリシャ語の「クロマ」も「色」を意味する）。
ノヴォロシースク大学、ニジニ・ノヴゴロド工科大学、タルトゥ大学を経てヴォロネジ大学の植物園に勤務し、1919年に喉頭炎によりヴォロネジで死去。晩年がロシア革命の混乱と重なったため、クロマトグラフィーの発明の重要性が認識されたのは死後しばらくしてからだった。
 ウィキメディア・コモンズには、ミハイル・ツヴェットに関するカテゴリがあります。